# Малая Жикья
Малая Жикья — деревня в Увинском районе Удмуртии, входит в Нылгинское сельское поселение. Население 31 человек (2008 год)

## История
В 01.01.1932 деревня Жикья Малая входила в Нылга-Жикьинский сельсовет, Нылги-Жикьинский ёрос. С 01.03.1932 деревня Жикья Малая входила а тот же Нылги-Жикьинский сельсовет, но уже в Вавожский ёрос. С 01.01.1939 по 01.08.1957 учтена в Нылгинском районе, с 01.06.1965 учтена в Увинском районе

## География
Село находится у р. Уня, по реке названа единственна улица — Унинская. У южной окраины деревни река запружена.
Географическое положение
Находится в 20 км к юго-востоку от посёлка Ува и в 51 км к западу от Ижевска.

## Население
| 2010 | 2012 |
| ---- | ---- |
| 19   | ↗24  |

## Транспорт
Поселковые (сельские) автодороги.